# Bader Glacier
Bader Glacier är en glaciär i Antarktis. Den ligger i en del av Västantarktis som Argentina, Chile och Storbritannien gör anspråk på, och når 574 meter över havet.
Terrängen runt Bader Glacier är kuperad åt nordväst, men åt sydost är den bergig. Havet är nära Bader Glacier åt nordväst.